# Andrej Peter

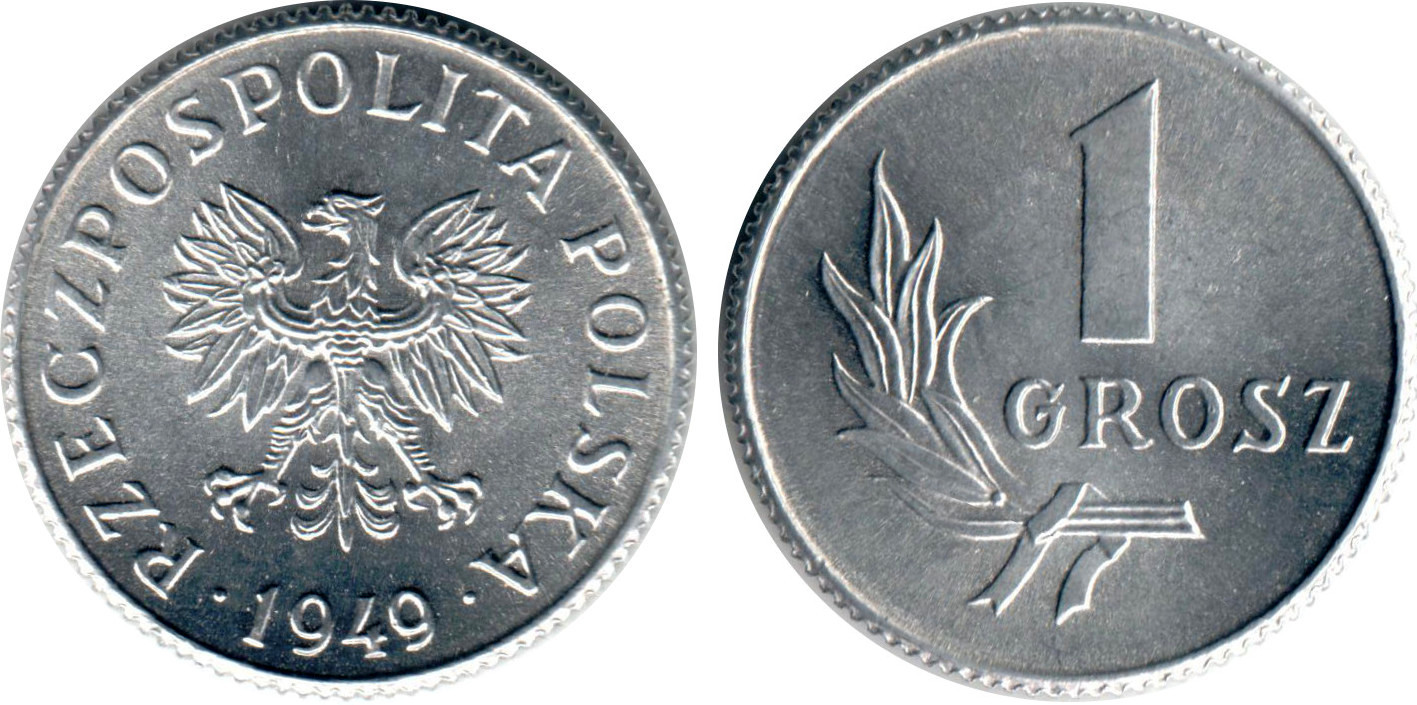
Jednogroszówka projektu Andreja Petera

Andrej Peter (ur. 1912, zm. 2003) – słowacki medalier i rzeźbiarz związany z mennicą w Kremnicy, w której pracował od 1937 r., aż do emerytury (1978). Od 1952 r. zajmował stanowisko kierownika kremnickich rzeźbiarzy.
Projektował wiele czechosłowackich i słowackich monet oraz replik monet historycznych, jak również wiele monet zagranicznych. Stworzył setki monet, plakiet, insygni itp. Był głównym projektantem (awers) pierwszych polskich po II wojnie światowej monet powszechnego obiegu (1949), których rewersy kontynuowano do 1990 r.
Samodzielnie (awers i rewers) zaprojektował:
- 1 groszy 1949,
- 2 grosze 1949,
- 5 groszy 1949,
- 10 groszy 1949, a

jako autor awersu wraz z Josefem Koreňem i Antonem Hámem (autorami rewersów):
- 20 groszy 1949,
- 50 groszy 1949,
- 1 złoty 1949.

W polskich katalogach przypisywane jest Andrejowi Peterowi również autorstwo lub współautorstwo monet:
- 5 groszy wzór 1958 (awers i rewers – kontynuowane do 1972 r.),
- 10 groszy wzór 1961 (awers i rewers – kontynuowane do 1985 r.),
- 20 groszy wzór 1957 (awers – kontynuowany do 1985 r.),
- 50 groszy wzór 1957 (awers – kontynuowany do 1985 r.),
- 1 złoty wzór 1957 (awers – kontynuowany do 1985 r.).